# Ukazatel mrtvorozenosti
Ukazatel mrtvorozenosti (ud) uvádí počet mrtvě narozených dětí (Nd) na 1000 narozených (N). Rozdíl od indexu mrtvorozenosti spočívá v tom, že u indexu vztahujeme mrtvě narozené děti k živě narozeným, kdežto u ukazatele úmrtnosti ke všem narozeným, bez ohledu na projevení známek života.
{\displaystyle ud={\frac {N^{d}}{N}}*1000}
příklad pro rok 2004: 2004udČR = 2,706 ‰ (na 1000 narozených dětí připadalo v roce 2004 v Česku 2,7 mrtvě narozených dětí).